# Monographisch
Als monographisch (auch: monografisch; von Griechisch: μόνος (monos) = „einzig“ und γράφω (grapho) = „ich schreibe“) oder einfach wird in der Kryptographie eine Verschlüsselung (insbesondere eine Substitution) bezeichnet, bei der der Klartext in Einzelzeichen zerlegt wird und jedem einzelnen Klartextzeichen ein oder mehrere Geheimtextzeichen zugeordnet werden.
Abhängig davon, ob jedes Klartextzeichen bei der Verschlüsselung in ein einzelnes, in zwei oder in drei Geheimtextzeichen umgewandelt wird, unterscheidet man monopartite, bipartite und tripartite monographische Substitutionen.
Ein weiteres Unterscheidungsmerkmal ist, ob zur Verschlüsselung nur ein einziges oder mehrere (viele) verschiedene Geheimalphabete benutzt werden. Im ersten Fall spricht man von einer monoalphabetischen, sonst von einer polyalphabetischen monographischen Substitution.
Ein Beispiel für eine monographische monoalphabetische monopartite Substitution ist die Verschiebechiffre. Die ENIGMA bewirkte eine monographische polyalphabetische monopartite Substitution.
Im Gegensatz zu den monographischen Substitutionen stehen die polygraphischen Substitutionen, bei denen der Klartext nicht einzelzeichenweise, sondern in Gruppen von mehreren (vielen) Zeichen verschlüsselt wird (z. B. bigraphische Substitution).